# Chuckie
Chuckie (* 25. Juni 1978 in Paramaribo (Suriname), bürgerlicher Name Clyde Sergio Narain) ist ein niederländischer DJ.

## Karriere
Geboren und aufgewachsen ist Chuckie in Suriname, wo er bereits im Alter von 13 Jahren seine musikalische Laufbahn begann. Erst später kam er in die Niederlande, wo er sich ab 2005 als DJ etablierte. In diesem Jahr hatte er sein erstes großes Konzert in der Heineken Music Hall in Amsterdam vor 5500 Zuschauern. Er konnte auch mehrere Singles in den unteren Plätzen der Top 40 platzieren.
Seinen internationalen Durchbruch hatte der DJ 2008 mit dem Stück Let the Bass Kick. Damit konnte er sich in den erweiterten UK-Charts platzieren (Platz 90) und machte ihn auch in den USA bekannt. Dort entstand ein Bootleg-Mix aus seinem Song und I'm in Miami Trick von LMFAO. Ende 2009 erschien es als offizielle Single und kam in Großbritannien auf Anhieb unter die Top 10 der Charts. 2008 spielte er außerdem das Opening auf der Sensation in Amsterdam vor knapp 30.000 Besuchern, was ihm zusätzlich Bekanntheit verschaffte.
Im Jahr 2010 gründete er das Musik-Label Dirty Dutch Records, unter welchem er seine Songs veröffentlicht.
Chuckie wurde bei den MOBO Awards bereits zweimal als Best Urban DJ ausgezeichnet und gewann die TMF Awards in den Niederlanden 2009 als bester DJ. In der britischen Zeitschrift DJ Magazine wurde er 2010 von den Fans auf Platz 37 der 100 besten DJs der Welt gewählt. 2011 konnte er sich noch um weitere 5 Plätze verbessern.

## Diskografie
Singles
- Fly on the Wings of Love (XTM & DJ Chuckie presents Annia, 2003)
- Ballen tot we vallen (DJ Chuckie feat. Rbdjan & QF, 2004)

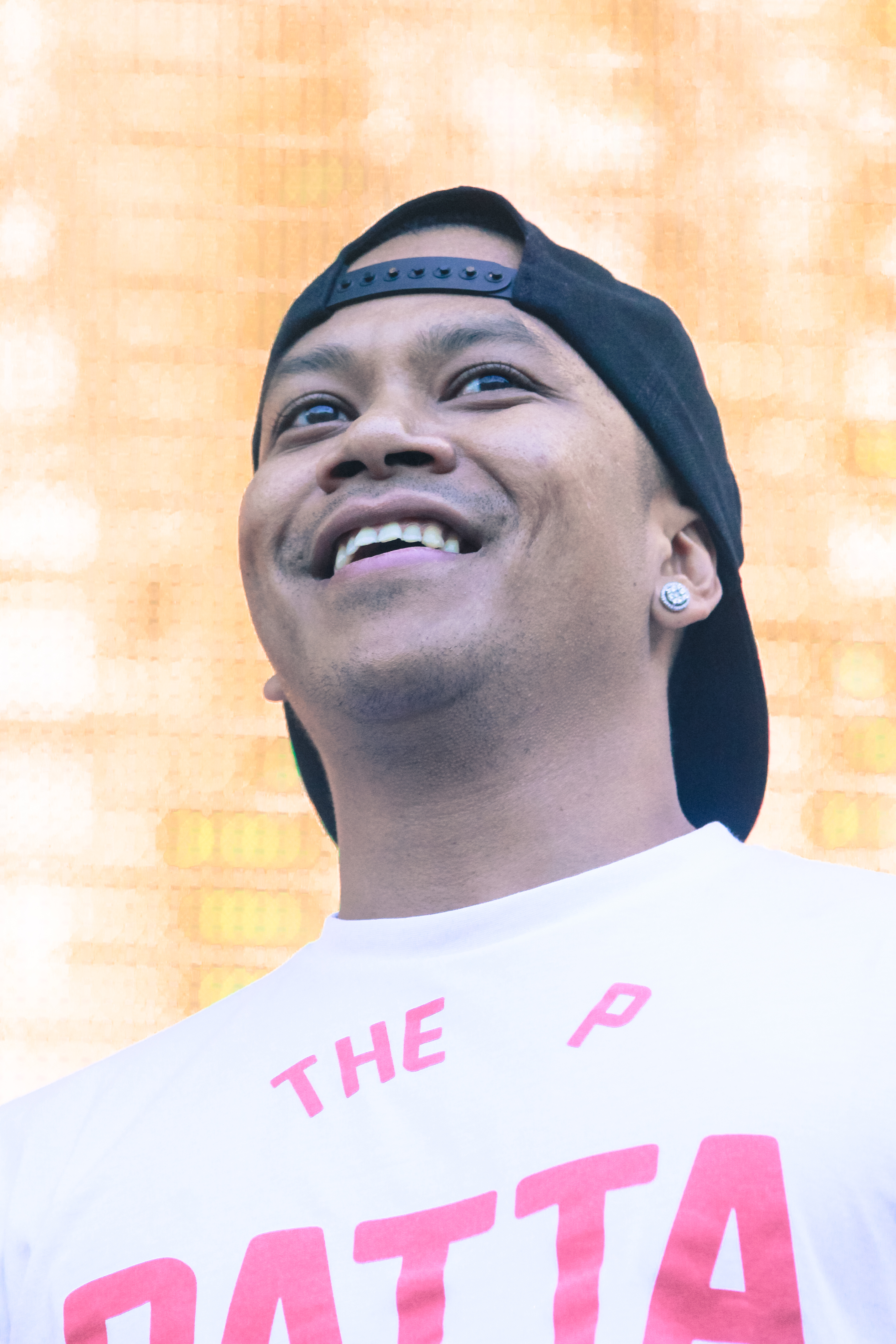
Chuckie 2013

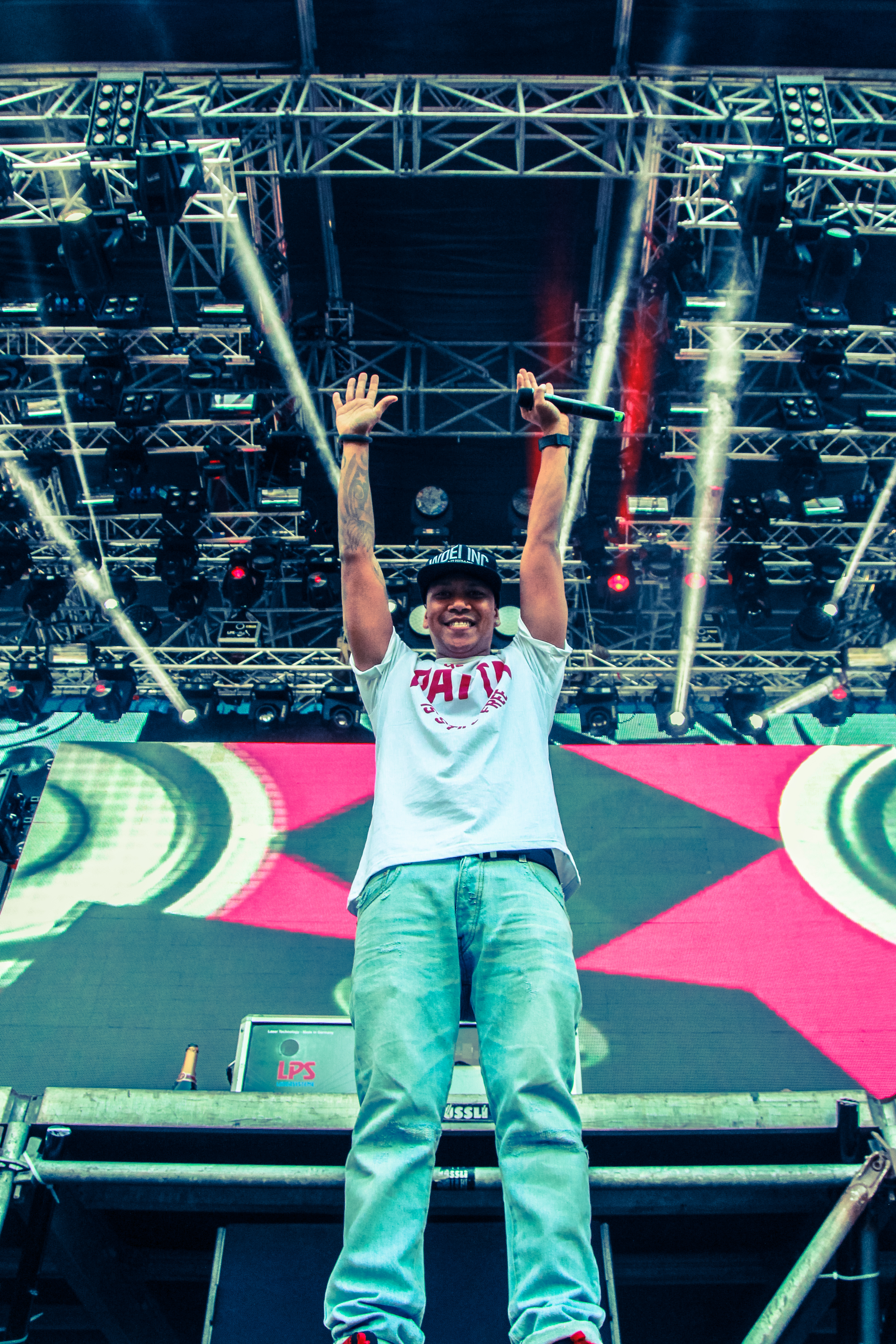
Chuckie 2013

- Je doet! (KVR, DJ Chuckie & DJ Naffie present Rmxcrw feat. Mega D, I.V.A. & QF, 2004)
- Nu ga je dansen klootzak (DJ Chuckie feat. Lloyd & QF & Big Mix and Immorales, 2005)
- B the Change (2007)
- Toys Are Nuts! (Gregor Salto & Chuckie, 2007)
- Let the Bass Kick (2008)
- Aftershock (Can’t Fight the Feeling) (2009)
- Moombah (Silvio Ecomo & Chuckie, 2009)
- Let the Bass Kick in Miami Girl (Chuckie & LMFAO, 2009)
- Move It 2 the Drum (Chuckie & Hardwell feat. Ambush, 2010)
- Who is Ready to Jump (2011)
- What Happens in Vegas (Chuckie feat. Gregor Salto, 2011)
- Together (2012)
- Breaking Up (Chuckie & Promise Land feat. Amanda Wilson, 2012)
- Make Some Noise (Chuckie, Junxterjack, 2012)
- Skydive (Chuckie feat. Maiday, 2013)
- Dirty Funkin Beats (2014)
- Bitches Be Like (2014)
- Want You Back (2015)
- Honk (Chuckie feat. Jetlag Live, 2015)
- Damn (Chuckie feat. Albert Neve, 2015)